# おごせ綾
おごせ 綾（おごせ あや、1990年7月1日 - ）は、日本のフードファイター、タレント。新潟県出身。特技は大食い。テレビ番組「TVチャンピオン」の大食いがテーマの回で司会の中村ゆうじが名付けた愛称は「おしんちゃん」。身長150cm、体重29kg。

## 略歴
- 2013年6月、新潟のご当地アイドル『Angel Generation』の研究生として「AYA」の名前で活動を始める。
- 2015年1月4日、グループを卒業。

## 出演

### テレビ
- 元祖!大食い王決定戦（テレビ東京）
  - 〜新爆食女王への道〜（2015年3月28日）
  - 〜新爆食女王襲名戦〜（2015年3月29日）
  - 新絶対王者襲名戦〜東西予選〜（2015年9月26日）
  - 新絶対王者襲名戦（2015年9月27日）
  - ～炎の番外編！！「新大食いなでしこが行く！全国仰天のデカうま料理食べまくりSP」（2015年12月27日）
  - 〜爆食女王への道〜（2016年4月2日）
  - 〜爆食女王　新時代突入戦〜（2016年4月3日）　準優勝
- 八千代コースター（2015年7月 - 、NST新潟総合テレビ）
- 東京クラッソ! （2015年10月、東京MXテレビ）
- お笑いワイドショーマルコポロリ!（関西テレビ）
  - 魔女の後継者を探せ！（2016年1月）
  - 祝10周年！生放送SP「大食いポロリ駅伝」コーナー（2016年4月）
- 直撃!コロシアム!! ズバッと!TV（2016年6月、TBS）

### ラジオ
- Gottcha!!（2016年2月、FM-Niigata）

### 雑誌
- 新潟WEEK!（2015年6月、ニューズ・ライン）
- ハッピーパス　新潟ラーメン巡り（2016年2月）

### WEB
- 新潟発トーク番組「アーデ・コーデ」（2015年7月）ゲスト
- 食えんのか！？TV（2016年2月 - ）
- オールナイトニッポンW　ひたすら○○する水曜（2016年6月）